# Động đất Oaxaca 2020
Động đất Oaxaca 2020 (tiếng Tây Ban Nha: Terremoto de Oaxaca de 2020) là trận động đất xảy ra vào lúc 10:29 (theo giờ địa phương), ngày 23 tháng 6 năm 2020. Trận động đất có cường độ 7,4 trên thang độ lớn mô men (Mw ), tâm chấn độ sâu khoảng 20 km. Sóng thần cao 1,57 m ghi nhận tại Mazunte, México. Trận động đất đã làm 10 người chết, 23 người bị thương.